# Diodato
Antonio Diodato, mer känd som Diodato, född 30 augusti 1981 i Aosta, är en italiensk singer-songwriter. Efter att ha vunnit den sjuttionde upplagan av San Remo-festivalen med låten "Fai rumore" så skulle han, om inte coronaviruspandemin hade brutit ut, ha representerat Italien med just denna låt i Eurovision Song Contest 2020 i Rotterdam. Han skulle ha deltagit i finalen den 16 maj 2020 som en av de direktkvalificerade länderna. Diodato är släkt med Ingrossofamiljen. 